# Chiltern-Mount-Pilot-Nationalpark
Der Chiltern-Mount-Pilot-Nationalpark ist ein Nationalpark im Nordosten des australischen Bundesstaates Victoria, 237 km nordöstlich von Melbourne und 25 km westlich von Wodonga, in der Nähe der Kleinstadt Chiltern. Der Hume Highway teilt den Park in zwei Hälften.

## Pflanzenwelt
Der Park wird charakterisiert durch Eukalyptuswald, in dem Ironbark-Eukalyptusarten dominieren. Diese Vegetationsform war früher im Staat Victoria weit verbreitet und bietet aufgrund ihres Nahrungsreichtums eine Nahrungsgrundlage vor allem für ein reiches Vogelleben.
Der hügelige nordwestliche Teil des Parks wird von offenem Eukalyptuswald mit Red Stringybark (Eucalyptus macrorhyncha), Blakelys Red Gum (Eucalyptus blakelyi) und diversen Gray Box- und Ironbark-Eukalyptusarten geprägt. Außerdem kommen Akazien-, Orchideen-, Buscherbsen und Pflanzen der Gattung Cassinia vor.
Der südöstliche Teil des Nationalparks weist einen größeren Artenreichtum an Bäumen auf, z. B. die Eucalyptusart White Box (Eucalyptus albens).

## Tierwelt
Über 150 Vogelarten wurden bisher im Park nachgewiesen, darunter der Regenten-Honigfresser (Anthochaera phrygia) und der Schönsittich. An bemerkenswerten Säugetierarten weist er den Pinselschwanzbeutler und den Mittleren Gleithörnchenbeutler auf.